# Fräkentjärnen (Älvsby socken, Norrbotten)
Fräkentjärnen är en sjö i Älvsbyns kommun i Norrbotten och ingår i Piteälvens huvudavrinningsområde.